# Madagascar (videojuego)
Madagascar es un videojuego de acción y aventuras y de plataformas, basado en la película de mismo nombre producida en 2005 por Dreamworks. El juego fue producido por Toys for Bob y publicado por Activision para las consolas PlayStation 2, Xbox, Nintendo GameCube, Game Boy Advance y Nintendo DS, llegando también para PC.

## Historia
Un grupo de animales del zoo de Central Park en Nueva York, compuesto por Alex (un león), Marty (una cebra), Gloria (un hipopótamo) y Melman (una jirafa) viven bonitas vidas, pero Marty, que tiene 10 años, piensa que su vida en el zoo sea monótona, y querría retornar a la naturaleza, y decide escaparse por la noche del zoo.
Esa noche, un pingüino llamado Skipper le da indicaciones para salir del zoo. Marty es descubierto, y lucha contra un guardia de seguridad nocturno, armado de un fusil de tranquilizantes, un hombre que los animales del zoo llaman el Cazador del Zoo. Después de haberle vencido, Marty le roba la llave, y triunfa en su fuga.

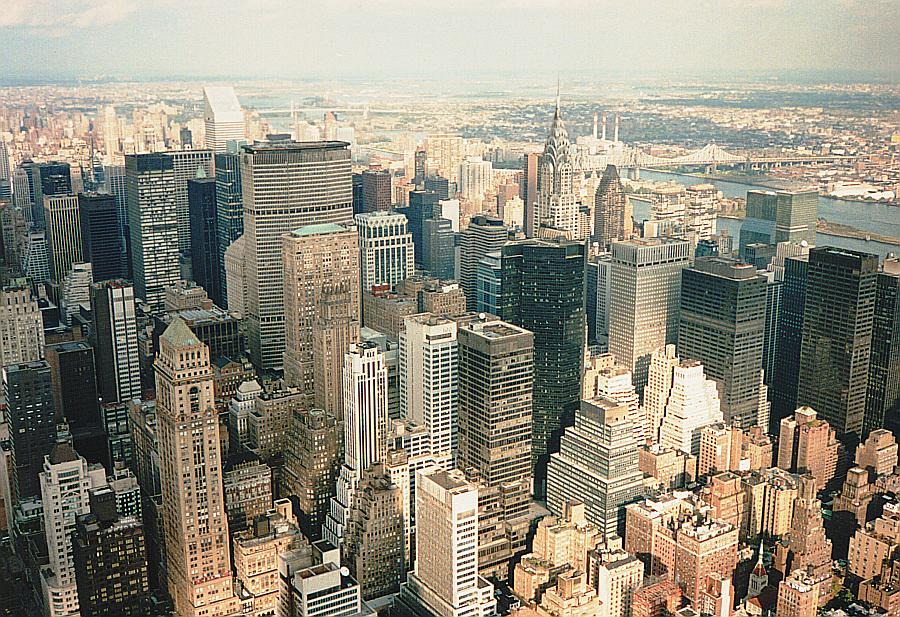
Alex, Gloria y Melman tendrán que cruzar, por la noche, la ciudad de Nueva York para buscar a Marty.

Alex, Melman y Gloria descubren que Marty ha desaparecido, y le buscan a través de Nueva York. Le encuentran delante de la Terminal Grand Central, pero la policía les rodean. Utilizan tranquilizantes, y los 4 animales se desmayan. Son embarcados en cajas en un buque, en dirección a Kenia. Skipper, y su grupo de pingüinos Private, Rico y Kowalski, están a bordo también. Se escapan de sus cajas porque quieren ir a la Antártida. Derriban a los marineros y a los guardias del buque, al Cazador del Zoo presente a bordo también, y tumban al capitán. El barco es desviado y las cajas de los 4 protagonistas caen en el océano.
Alex llega, solo, a una playa, y piensa que ha llegado a San Diego. Encuentra a sus amigos después de haber cruzado varias ambientes (cascada, pantano...) y dado servicios a animales de este lugar misterioso. Marty, Alex, Melman y Gloria ven lémures bailando en una fiesta, que se empluman cuando ven a los protagonistas. Estos lémures, buscados por los fosas, son ayudados por los 4 héroes, que los defienden de los depredadores. Es cuando los protagonistas encuentran a los lémures por la primera vez que aprendan que son llegados a Madagascar.

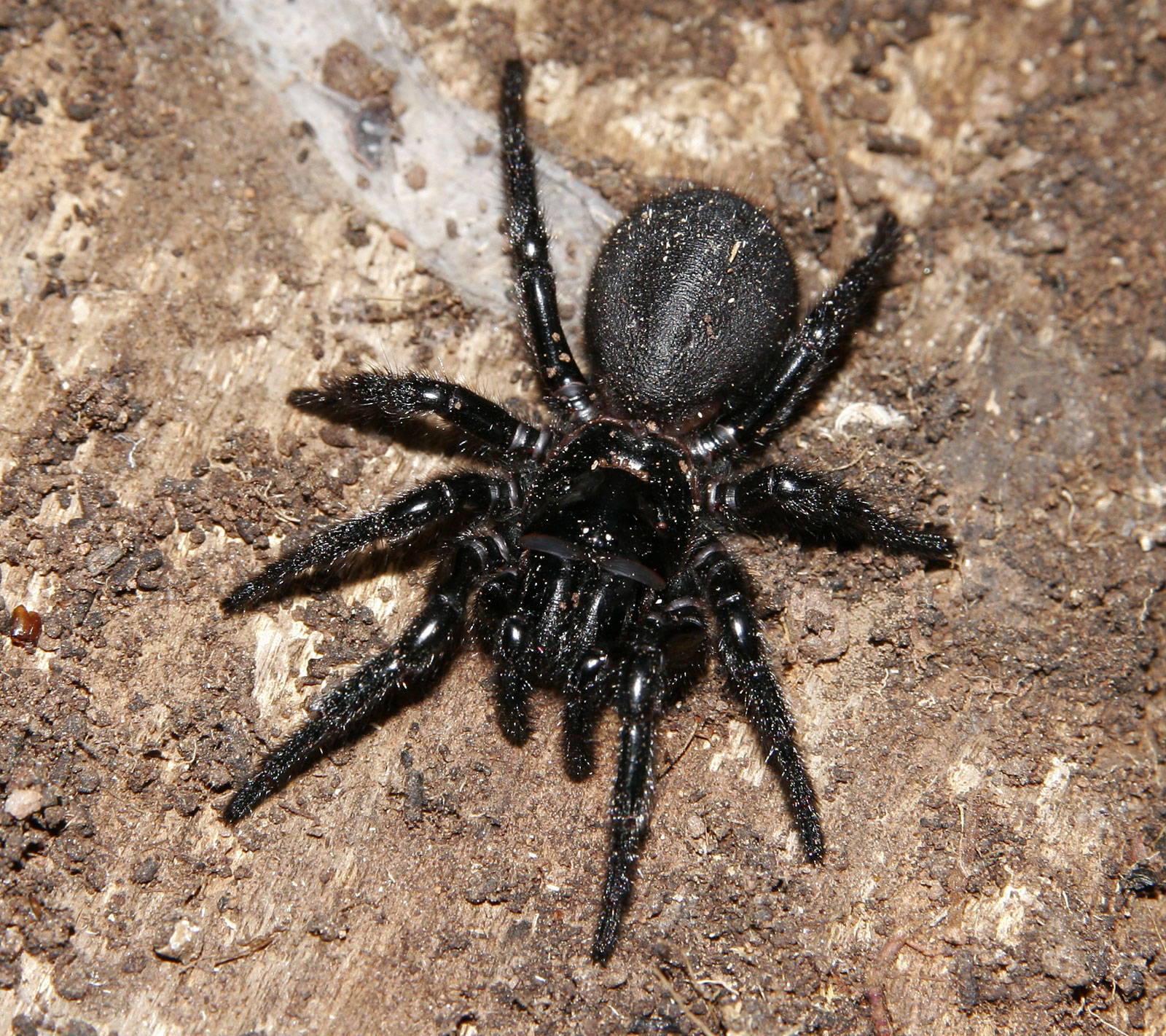
Las arañas, especialmente tarántulas, son enemigos comunes en los niveles a Madagascar.

Para celebrar el salvamento de los lémures por Marty, Alex, Gloria y Melman, el rey de los pequeños animales, llamado el rey Julian, decide organizar un banquete de 10 comidas, que los héroes tendrán que recuperar a través de misiones. Pero el león querría comer su comida favorita: la carne. Es rápidamente en carencia, se vuelve psicológicamente inestable y se exilia, deseando comer a Mort, otro lémur. Melman lucha sus miedos, y extermina gusanos (y a sus nidos) de un árbol botella, lanzándoles durianos. La jirafa, ayudada por Gloria, Marty y Maurice, el servidor de Julian, triunfa al salvar a Mort de un Alex insano. Los 3 protagonistas restantes finalmente deciden irse de la peligrosa isla. 
Comienzan por reconstruir una estatua de la Libertad orgánica (con madera, hojas...) como baliza de salvamento, originalmente creado por Alex. Después de dar varios servicios a otros personajes, recrean una segunda vez la baliza.
Marty no quiere dejar la isla sin su mejor amigo, Alex, y dice que sea el único responsable de la situación. Marty va en busca de Alez, guiado por Mort, cruzando una perrigrosa jungla, un rápido río y una cueva de tarántulas, para finalmente entrar en el agujero de un torrente.
Alex vuelve a encontrarse solo, y debe afrontar fosas y a su jefe, el rey Fosa, en un ruedo. Llega a vencer al jefe de los depredadores, después de la repentina caída de Marty sobre el rey Fosa. Al final del juego, se muestra a los 4 protagonistas, reunidos en la playa con los lémures y los pingüinos, de regreso de la Antártida.

## Sistema de juego
Madagascar se compone de 11 niveles, 3 en Nueva York, uno en el buque, y 7 en la isla.
- Rey de Nueva York
- La Fuga de Marty
- Persecución por Nueva York
- Motín de Pingüinos
- Jungla Misteriosa
- Salvar a los Lémures
- Banquete en Jungla
- Madurez
- Regreso a la Playa
- Marty al Rescate
- Batalla Final

Los 4 personajes interpretables son los 4 protagonistas principales de la película: Alex, el león; Marty, la cebra; Gloria, el hipopótamo y Melman, la jirafa. Skipper, el jefe de los pingüinos, es otro personaje interpretable, pero solamente en el cuarto nivel. Cabo también pero solo en un Segmento de Rey de Nueva York. Mort también es jugable, pero solo en un Segmento de Marty al Rescate.

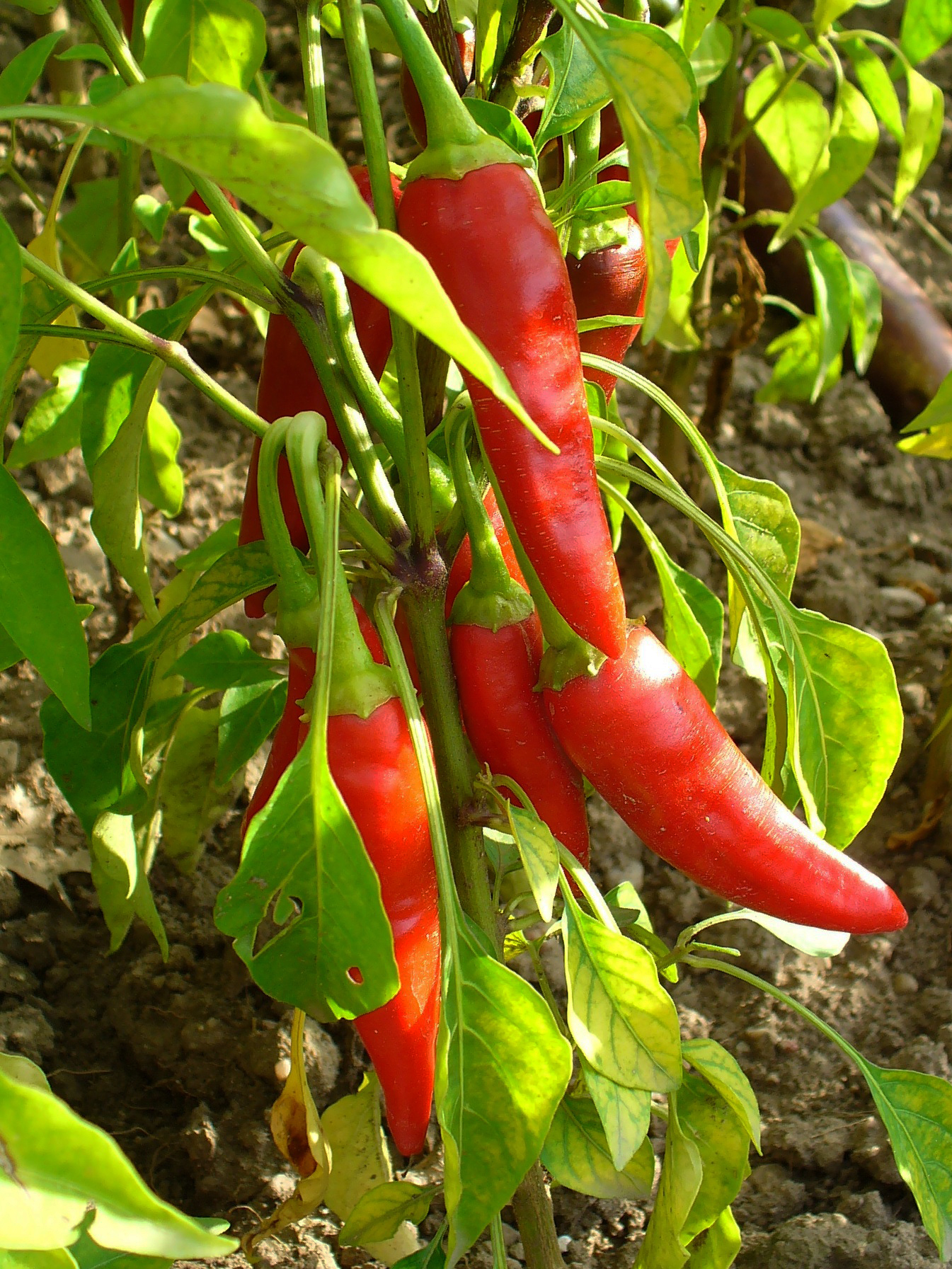
Los pimientos son utilizados como turbo por Gloria.

100 monedas con cara de mono son presentes en cada nivel, una moneda de plata valiendo 1 y una pieza de oro valiendo 5. Generalmente ocultadas, pueden ser recuperadas matando enemigos. Estas piezas servirán para comprar en la tienda (llamada Zoovenirs) de un mono, como bonificaciones o accesorios por los 4 animales (sombrero por Marty, corona por Alex...), o efectos especiales (huellas de fuego por Gloria, etc.).
Existen también 3 minijuegos interpretables en multijugador (2 jugadores): minigolf (que luego más tarde aparecería en el juego de la secuela), Tejo (presente en una piscina, en un ambiente exótico, y en la Antártida), Fiesta Lémur (presente en Banquete en Jungla pero en Noche). Estos minijuegos pueden ser desbloqueados comprándolos en la tienda de Zoovenirs.
El jugador puede, en los 3 primeros niveles, jugar a minijuegos en una máquina de arcade: (el primero es un minijuego de tanques, el segundo un juego de Matamarcianos y el tercero un juego dónde se controla un avión que defiende un zepelín).
Las vidas son representadas por los Tiki, que se parecen a una cruz roja con esponjas. La salud se compone de 4 Tikis, y 10 Tikis dan una vida Tiki. Si el jugador pierde todas sus vidas Tiki, tendrá que empezar de nuevo el nivel.
Otros objetos pueden ser utilizados en función del personaje controlado (los mangos como proyectiles por Alex, o pimientos por Gloria).
El jugador puede desplazarse con bastante libertad, sin que el juego sea un videojuego de mundo abierto.
Es posible cambiar al personaje controlado, únicamente en el séptimo y en el noveno nivel (nivel donde Alex no es jugable), con tótems presentes en varios lugares del nivel.

### Botones
El protagonista puede desde el principio saltar y atacar. Para conseguir las 2 otras capacidades, tiene que recuperar 3 cartas de poder. Alex y Melman son los 2 solos personajes que pueden lanzar objetos, como mangos o lémures. 
| Acción posible                                                                                   | Xbox  | GameCube | PlayStation 2 |
| ------------------------------------------------------------------------------------------------ | ----- | -------- | ------------- |
| Salto                                                                                            | A     | A        | X             |
| Rugido (Alex) / patada (Marty) / voltereta (Gloria) / peonza (Melman)                            | X     | B        | ⬜            |
| Salto doble (Alex) / salto en longitud (Marty) / salto de nalgas (Gloria) / helicóptero (Melman) | A + A | A + A    | X + X         |
| Ataque de garras (Alex) / sigilo (Marty) / resbalón (Gloria) / golpe de cabeza (Melman)          | B     | X        | O             |
| Lanzamiento                                                                                      | Y     | Y        | Δ             |

## Diferencias con lapelícula

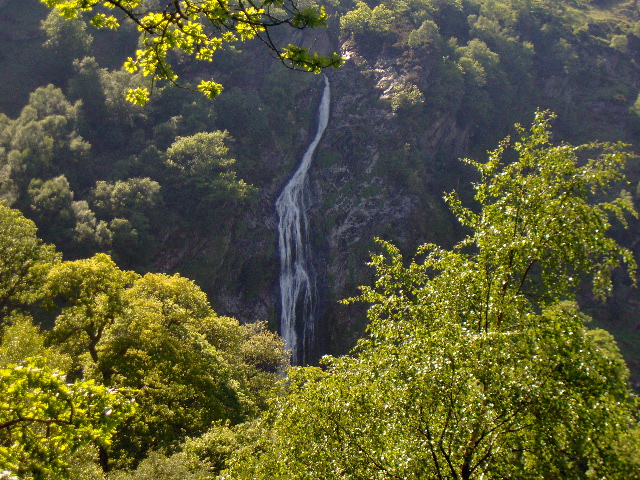
En el juego, Alex tiene que cruzar una cascada cuando llega a la isla.

- Marty no le dio ayuda a los personajes, de hecho, en la película solo fue a ver a Alex al inicio.
- En el principio de juego, Marty se asusta con un peluche de león en vez de Alex.
- En el videojuego, no se ve en ninguna escena en donde Alex, Gloria y Melman festejan al cumpleaños de Marty.
- En la película, no se ve en ninguna Escena en donde Marty escapa del Zoo.
- Alex, Gloria y Melman no usan un Tren para llegar a la Estación Gran Central en el Videojuego, ellos recorren la ciudad a pie para llegar.
- Marty estaba dentro de la Estación Gran Central, en lugar de afuera.
- Skipper no uso Dardos Tranquilizantes.
- Cabo fue el único que escribo el Teclado, no Skipper.
- Melman es el que piensa que Madagascar es San Diego, no Alex.
- Alex nunca cruzó a una cascada, un callejon ni un pantano para encontrarse a sus Amigos.
- Marty no escapó de una Cueva ni salvo Lémures de un Viento.
- Alex no escapó de un complejo corestero.
- A diferencia de la película, en el videojuego Alex no tiene un fuerte deseo de volver a Nueva York ni tampoco tiene rencor hacia Marty.
- Los Gigantes de Nueva York no Recogieron comida.
- Melman no salvo un Árbol de unos Gusanos.
- En la película todos eran comida de Alex, en lugar de Mort solamente.
- En la película, Alex construye el Faro de la Libertad en la Playa, en el juego los otros protagonistas lo hacen sin él.
- En la película Marty fue solo a buscar a Alex, mientras en el juego va con Mort. Además, en el videojuego es de noche.
- En la película el Territorio Fosa era muy pequeño y no estaba apartado de la selva como en el videojuego.
- Algunos Personajes (como Wilbur, Crocky, Rey Fosa, etc) no aparecen en la película.